# José María Morelos, Fresnillo
José María Morelos är en ort i Mexiko.   Den ligger i kommunen Fresnillo och delstaten Zacatecas, i den centrala delen av landet, 600 km nordväst om huvudstaden Mexico City. José María Morelos ligger 2 040 meter över havet och antalet invånare är 1 182.
Terrängen runt José María Morelos är en högslätt. Runt José María Morelos är det ganska glesbefolkat, med 38 invånare per kvadratkilometer. Närmaste större samhälle är Lázaro Cárdenas, 15,1 km norr om José María Morelos. Omgivningarna runt José María Morelos är i huvudsak ett öppet busklandskap.